# サカイスト
サカイストは、吉本興業福岡支社所属の、兄弟漫才コンビ。初舞台は1998年8月3日銀座7丁目劇場にて。師匠は大阪女性漫才師の大御所「今いくよ・くるよ」。 2013年、2014年「THE MANZAI」2年連続認定漫才師。2015年より大宮ラクーン劇場の専属芸人「大宮セブン」として活躍していた。2017年11月25日をもって福岡吉本へ完全移籍することを発表。

## メンバー
- 伝ぺー（本名：酒井 伝兵（さかい でんぺい）、1977年1月7日（48歳） - ）

血液型O型。身長170cm、体重63kg。
2017年1月7日に一般女性と結婚。同年10月31日に第一子となる男の子が誕生。
ツッコミ担当（以前はボケ担当）。現在ボケを担当するネタも多い。
大阪府茨木市生まれの東京都港区育ち。
2019年8月21日放送の『いろはに千鳥』（テレビ埼玉）で「デンペー」から現在の芸名に改名したことを自身のTwitterで公表した。
- まさよし（本名：酒井 将芳（さかい まさよし）、1979年8月10日（46歳） - ）

血液型B型。身長168cm、体重74kg。
ボケ担当（以前はツッコミ担当）。現在ツッコミを担当するネタも多い。
ネタ作り担当。しかしネタの原案は二人の車の中での世間話などから生まれることも。
東京都港区生まれ。

## 弟子時代
- 弟・将芳が1996年に師匠の舞台を観たことを切っ掛けに弟子入り。1年後弟子を上がる際に師匠に相方を見つけるようアドバイスされ、当時写真関係の専門学校に行っていた兄・伝兵を誘ったところその場でOKし、1997年8月より弟子入りし本来は1年間の弟子期間を半年間で上がり、コンビを組むことに。
- コンビの名前の候補は「今きたよいったよ」「今デルカデルヨ」などといったものを用意したが時代にそぐわないということで師匠に反対され、再度練りだした中で師匠に許しを頂いたのが『サカイスト』という名前。師匠たちには「スタイリストみたいやんけ。絶対売れるわ。」などと太鼓判を頂いた上でデビュー。

## 単独ライブ
- 2005年3月26日　新宿「きゅうり」
- 2009年5月3日　新宿モリエール「弟子de兄弟」
- 2009年8月22日　浅草花月「弟子de兄弟」
- 2010年2月12日　ヤクルトホール「ist.〜バンビとビーバーの小競り合い〜」
- 2010年9月2日　ワッハ上方「漫洒落IN OSAKAコレクション」
- 2010年9月12日　ルミネtheよしもと「漫洒落IN TOKYOコレクション」
- 2011年4月2日　ルミネtheよしもと「SAKAI COLLECTION」
- 2011年8月〜　全国ツアー「兄弟」全7か所　品川プリンスシアターにてDVD収録
- 2012年8月〜　全国ツアー「あなたの街に会いに行きます〜デンペーがいくよ、まさよしもくるよ〜」全25か所
- 2013年4月7日　ルミネtheよしもと「楽しい1日」
- 2014年1月4日　ルミネtheよしもと
- 2015年12月27日　ルミネtheよしもと
- 2016年8月28日　ルミネtheよしもと「スーパーサカイブラザーズ」
- 2017年11月1日　ルミネtheよしもと「ありがとう東京」
- 2017年11月25日　イムズホール「よろしく福岡」
- 2018年2月11日　博多リバレインホール 「博多de兄弟〜一歩目〜」
- 2019年8月11日　よしもと天神ビブレホール「サカイスト結成20周年ツアー『九州de兄弟』〜九州の皆さん宜しくお願いします〜『福岡deファイナル』」
- 2019年12月21日　よしもと天神ビブレホール「サカイスト単独ライブ『天神兄弟』〜漫才があるけん博多たい。博多の冬はさみーんだよ！東京の人は知りんしゃれんもんね〜」
- 2020年12月19日 大和証券/connect劇場「サカイスト単独ライブ　Brother×Brother」
- 2021年12月26日　大和証券/connect劇場「サカイストライブ〜大感謝祭〜」

## トークライブ「デンマーク」
- 2009年11月17日　IN　ヨシモト∞ホール
- 2009年12月11日　IN　ヨシモト∞ホール
- 2010年1月19日　IN　ヨシモト∞ホール
- 2010年2月16日　IN　ヨシモト∞ホール
- 2010年3月16日　IN　ヨシモト∞ホール
- 2010年4月8日　IN　ヨシモト∞ホール
- 2010年5月13日　IN　ヨシモト∞ホール
- 2010年6月10日　IN　ヨシモト∞ホール
- 2010年7月8日　IN　ヨシモト∞ホール
- 2010年8月12日　IN　ヨシモト∞ホール
- 2010年9月9日　IN　ヨシモト∞ホール
- 2010年10月19日　IN　ヨシモト∞ホール
- 2010年11月16日　IN　ヨシモト∞ホール
- 2010年12月18日　IN　ヨシモト∞ホール
- 2011年4月9日　IN　神保町花月

## 神保町花月
- 2008年9月23日〜28日　主演　サカイスト「あいLOVEゆう」
- 2009年5月19日〜24日　主演　ブロードキャスト「古手川ドリームランド」
- 2009年7月1日〜5日　主演　ペナルティ・ヒデ「清掃開始」
- 2009年8月25日〜30日　主演　ライパッチ「傷心旅行〜センチメンタルジャーニー〜」
- 2009年11月18日〜23日　主演　サカイスト「ジパングエクスプレス」
- 2010年4月13日〜18日　主演　サカイスト「clubぷりんす」
- 2010年6月8日〜13日　主演　パンサー「ある家庭教師の憂鬱」
- 2010年11月16日〜21日　主演　LLR「護り人」
- 2010年12月21日〜25日　主演　パンサー「バルボラーチョの夜は更けて」
- 2011年1月24日〜27日、29日、30日　主演　サカイスト「Deeeeeeeeeep!（前編）」
- 2011年2月23日〜27日　主演　サカイスト「Deeeeeeeeeep!（後編）」
- 2011年5月24日〜29日　主演　佐久間一行「バルボラーチョの夜は続く」
- 2011年6月28日〜7月3日　主演　林万介（かたつむり）「ロックンダディロールヒーロー♪〜Rock'n Daddy Roll Hero♪〜」
- 2011年7月6日〜12日　主演　パンサー「4〜four〜」
- 2011年10月18日〜22日　主演　サカイスト「珈琲ヒッチハイクガイド」
- 2011年12月20日〜25日　主演　佐久間一行「バルボラーチョの夜は萌えて」
- 2012年1月24日〜28日　主演　サカイスト「星・屑#1」
- 2012年2月7日公演のみゲスト出演「成増ダンスレボリューション」
- 2012年2月28日〜3月4日　主演　サカイスト「星・屑#2」
- 2012年3月20日〜25日　主演　サカイスト「星・屑#3」
- 2012年7月3日〜8日　主演　サカイスト「バーボン65」
- 2012年12月21日〜25日　主演　サカイスト「メリークリスマス4ユー！〜four again〜」
- 2013年2月26日〜27日、3月2日〜4日　主演　かたつむり林「Re:いいよ。」
- 2013年6月4日〜9日　主演　サカイスト「ピカロス11」
- 2013年7月16日〜18日、20日〜21日　主演　かたつむり「彼氏がデキました」
- 2013年10月31日〜11月1日、3日〜5日　主演　サカイスト「言わんこっちゃない」
- 2014年2月18日〜23日　主演　サカイスト「だから言わんこっちゃない」
- 2014年4月24日〜26日、28日、30日〜5月1日　主演　かたつむり「あの桜が咲く頃に」
- 2014年5月14日〜18日　主演　御茶ノ水男子「ボクとオレの間で」
- 2014年7月1日〜6日　主演　かたつむり「生武運〜SEVEN〜」
- 2014年10月8日〜9日、11日〜13日　主演　かたつむり「H♡PE」
- 2014年11月7日〜11日　主演　サカイスト「なっ！言わんこっちゃない」

## 出演番組

### テレビ
- 爆笑オンエアバトル（NHK総合） 戦績5勝3敗 最高473KB
- 爆笑レッドカーペット（フジテレビ） キャッチコピーは「僕たち兄弟なんです」
- キャナガワ（テレビ神奈川）
- ゼベック・オンライン（TOKYO MX、2005年1月10日）
- 音リコ!（日本テレビ、2008年3月18日）
- U・LA・LA@7（TOKYO MX、2009年6月30日・2010年4月13日） 「よしもとうららちゃん」コーナー
- U LA LA ナナパチ（TOKYO MX、2011年10月11日）「ななパチよしもと」コーナー
- ボクと師匠（日本レジャーチャンネル、2016年1月 - 3月）声の出演
- 新春しゃべくり007（日本テレビ、2014年1月1日）「新春寄席」コーナー
- ブラマヨとゆかいな仲間たち アツアツっ!（テレビ朝日、2014年1月26日）
- よしもと天神１丁目！（RKB毎日放送、2018年10月30日 - 2020年6月4日）メインMC
- バラエティがとまらねぇ～ （RKB毎日放送）メインレポーター
- 千鳥のロコスタ（GYAO!）

伝ペーのみ
- チャンピオンズ〜達人のワザが世界を救う〜（テレビ東京系、2008年10月16日）
- ひみつの嵐ちゃん（TBSテレビ、2012年11月22日、2013年2月21日）「マネキンマストアイテムコーナー」
- ジャネーノ（フジテレビ、2014年5月12日）
- スカパーJLC杯（日本レジャーチャンネル、2016年6月～）- スタジオ予想
- BOAT RACEライブ～勝利へのターン～（BSフジ、2016年4月10日、7月10日、8月20日、2017年7月16日）

マサヨシのみ
- あさじげZ（長崎国際テレビ、2021年4月 - ）
- 地元応援live Wish+（九州朝日放送、2022年4月 - ）- 水曜

### ラジオ
- サカイストのブラザー・ブラザー（KBCラジオ、2018年4月 - 2020年3月15日）
- ハッピーアワー（KBCラジオ、2023年4月 - ）- 金曜

伝ペーのみ
- サカイスト伝ペーのおやじバンザイ！（KBCラジオ、2020年4月 - 2022年3月）
- サカイスト伝ペーの長浜ビジネスセンタービル（KBCラジオ、2022年4月 - 2024年3月）

マサヨシのみ
- ガブリナ（KBCラジオ、2018年4月2日 - 2019年3月25日 ）
- KBC長浜横丁・手羽先なるみ（KBCラジオ、2018年10月 - ）
  - 2018年度は金曜日 2019年度は木曜日
- PAO〜N（KBCラジオ、2019年1月15日[3]） - 火曜レギュラー・紘毅のピンチヒッター
- 川上政行 今日もしゃべりずき!（KBCラジオ、2019年4月4日 - 2021年3月25日）- 木曜レギュラー
- アサデス。ラジオ（KBCラジオ、2021年4月 - ）- 火曜中継リポーター
- ごぶごぶラジオ（MBSラジオ、2025年1月24日 - ）

### YouTube出演
伝ペーのみ
- ボートレース福岡「ペラ坊Tube」- メインMC
  - マサヨシも不定期でゲスト出演。

### 映画
- 「くれないの盃」（監督・脚本：辻裕之、主演：庄司智春）